# Гузбая
Гузбая (дарг. Гъузбая) — село Дахадаевского района Дагестана. Входит в Урагинский сельсовет.

## География
Село находится на высоте 1575 м над уровнем моря. Ближайшие населённые пункты — Дуакар, Куркимахи, Сур-Сурбачи, Дзилебки, Ураги, Мукракари, Мусклимахи, Урхнища, Уркутумахи 1, Уркутумахи 2.

## Население
| 1926 | 1939 | 1970 | 1989 | 2002 | 2010 | 2021 |
| ---- | ---- | ---- | ---- | ---- | ---- | ---- |
| 38   | ↗47  | ↘30  | ↘15  | ↗22  | ↘11  | ↘0   |